# KG-1
KG-1是一種假二倍體人類急性骨髓性白血病細胞系，最初分離自一名59歲患有紅白血病（erythroleukemia）而後來又發展成急性骨髓性白血病的白人男性患者的骨髓。KG-1細胞在8號染色體的長臂上具有部分「hexasomy」，這或能夠解釋KG-1細胞中AML1-ETO融合基因的形成速率明顯更高的原因。KG-1細胞在形態上類似急性骨髓性白血病細胞，表現為明顯的多形化，骨髓母細胞和骨髓細胞佔優勢，同時又有少量的成熟粒細胞，以及微量的巨噬細胞和嗜酸性球。

## 研究用途
KG-1細胞及分化程度較低的變異亞系KG-1a細胞目前常用於科學研究上。KG-1細胞可以研究與白血病相關的FGFR1融合物，以及是分析針對FGFR1融合物的小分子抑製劑的體外模型。此外，KG-1細胞被認為是人類樹突狀細胞祖細胞的模型。目前已經知道介白素-18可以誘導這些細胞向樹突狀表型生長，並且在該模型中能夠介導γ-干擾素的產生。KG-1細胞的變異亞系KG-1a細胞則失去了髓樣特徵，獲得新的核型標記，並且具有三個與未成熟T細胞相關的特徵：從種系基因轉錄的T細胞受體 β mRNA的低水平表達、T3 δ mRNA和細胞內T3蛋白的高水平表達，以及CD7/gp40 T細胞相關膜抗原的表達。目前已知KG-1a細胞可以用於研究細胞對集落刺激因子的反應，以及研究白血病細胞中的抗原表達。

## 外部連結
- Cellosaurus entry for KG-1 （页面存档备份，存于）